# Los Super Elegantes
Los Super Elegantes (LSE) è un duo musicale e artistico fondato a San Francisco nel 1995 dalla messicana Milena Muzquiz e l'argentino Martiniano Lopez Crozet.

## Biografia
Los Super Elegantes hanno sviluppato un proprio, inedito, stile musicale spesso definito "Mariachi Punk" poiché nato dall'innesto di elementi propri della musica popolare messicana e latinoamericana in generale in schemi più tipicamente pop e punk. 
Nonostante sia più conosciuto nell'ambito musicale, il duo è nato in un contesto di arte contemporanea quando Muzquiz e Lopez-Crozet frequentavano entrambi l'accademia d'arte di Oakland (dove si sono conosciuti agl'inizi degli anni 90) ed ha sempre mantenuto questa doppia anima (arte e musica). Infatti oltre a produrre musica ed esibirsi nel circuito della musica pop/rock, Los super Elegantes sono sempre stati molto attivi anche in quello dell'arte contemporanea ed il loro lavoro è stato incluso in importanti eventi quali la Biennale di Whitney di New York(2004), Frieze Art Fair di Londra, la Biennale di San Paolo in Brasile (2008) e mostre antologiche al MoCa di Los Angeles, al MCA di Chicago (Escultura Social, 2007), al Palais de Tokyo di Parigi o al Rufino Tamayo di Città del Messico.
Sul finire degli anni 90 LSE firmarono un contratto con BMG per tre album che non vennero mai distribuiti (tranne il primo, ma soltanto per un breve periodo), poiché Muzquiz e Lopez-Crozet non accettarono di assecondare la richiesta, avanzata dai produttori, di rendere gli arrangiamenti più orecchiabili. Nello stesso periodo LSE si cimentarono nella realizzazione di una soap-opera che li vedeva protagonisti. Anche in questo caso il contratto venne sciolto consensualmente dopo la trasmissione della puntata pilota che si rivelò un fiasco, avendo un taglio troppo sperimentale.

## Collaborazioni
LSE hanno collaborato con un gran numero di altri artisti sia nel campo musicale (Julieta Venegas, Beck, Ariel Pink, ESG, No Doubt), che teatrale (Emily Mortimer, Alessandro Nivola
) e artistico (Miguel Calderon, Terence Koh, Alexandra Mir, Michel Majerus, Manfredi Beninati, Michael Clegg & Martin Guttmann, Dash Snow, Mike Kelley, Ann Magnuson).

## Discografia
- Devorame (BMG, 1998)
- Channelizing Paradise (2002)
- Tunga's House Bar (2004)
- Los Super Elegantes Ep (2007)
- Nothing Really Matters (2009)

## Video musicali
- 16 (Dieciséis)
- Nothing Really Matters
- Fla y Flu

## Teatro
- Pietro and Paola (1999)
- Angie and Eric (2000)
- The Falling Leaves of St. Pierre (2003) (con Alessandro Nivola ed Emily Mortimer)
- Tunga's House Bar (2004)
- The Technical Vocabulary of an Interior Decorator (2005)
- Ivo and Giselle (2008)

## Mostre
- The Falling Leaves of St. Pierre (Peres Projects, Los Angeles, 2003)
- Assume Vivid Astro Focus and Los Super Elegantes (Deitch Projects, New York, 2003)
- Tunga's House Bar (Whitney Biennial, 2004)
- Made in Mexico (The Hammer Museum, Los Angeles, 2004)
- Slow Dance Club (Frieze Art Fair, London, 2004)
- Los Super Elegantes (Dan Hug Gallery, Los Angeles, 2005)
- Los Super Elegantes (Blow de la Barra, Londres, 2005)
- From Here to the Ocean (Swiss Institute, New York, 2006)
- Los Super Elegantes/ Mike Kelley/ Ann Magnuson (SASSA, Los Angeles, 2006)
- Escultura Social (Museum of Contemporary Art, Chicago, 2007)
- Playback (Musée d'Art moderne de la Ville de Paris, 2007)
- Latino Latino (Chiesa Santa Maria dello Spasimo, Palermo, 2008)
- (Bienal de São Paulo, 2008)